# Причины смерти
Причины смерти — заболевания, травмы или другие состояния, непосредственно приведшие к смерти человека. Явления, которые объективно (с внутренней необходимостью) привело к прекращению жизнедеятельности организма человека.
Понятие используется в юриспруденции, медицине, статистике и имеет значение для установления вины в уголовном производстве, правильного оформления свидетельства о смерти и административных целей. Статистика причин смерти является одним из основных источников медицинской информации, которая позволяет получить наиболее точные данные о здоровье населения.
ВОЗ рекомендует различать непосредственную предварительную, первичную (основную) и внешнюю причины смерти. В таком порядке они записываются в свидетельства о смерти.

## Международное определение причины смерти
В 1967 году Двадцатая Всемирная ассамблея здравоохранения определила причины смерти, которые включаются в медицинское свидетельство, как «все болезни, патологические состояния или травмы, которые привели к смерти, а также обстоятельства несчастного случая или насилия, которые привели к нанесению таких травм». Целью этого определения является фиксирование всей без исключения релевантной информации об обстоятельствах смерти. Это определение не включает симптомы и механизм смерти, такие как сердечная недостаточность или дыхательная недостаточность.

## Кодирование причин смерти

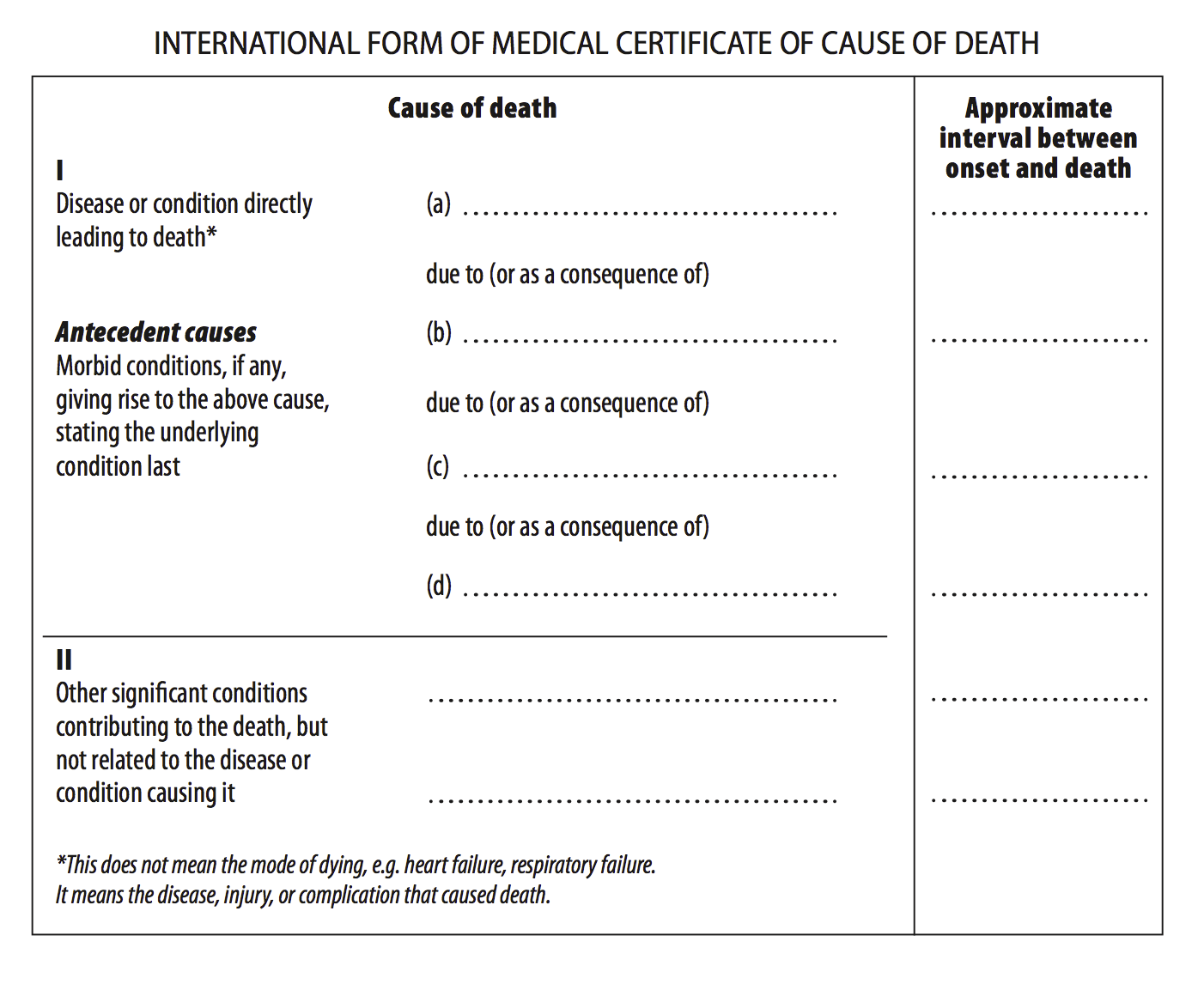
Международная форма медицинского свидетельства о причине смерти

По решению Всемирной организации здравоохранения, во врачебном свидетельстве о причине смерти должны регистрироваться все те болезни, патологические состояния или травмы, которые привели к смерти или способствовали её наступлению, а также обстоятельства несчастного случая или акта насилия, которые вызвали смертельную травму.
ВОЗ отмечает, что регулярный учёт количества умерших лиц с указанием причины летального исхода является важнейшим способом оценки эффективности системы здравоохранения страны. С помощью этих цифр органы общественного здравоохранения определяют, правильно ли они фокусируют свою деятельность.
Статистика причин смерти основана на концепции первопричины, то есть на выборе болезни или травмы, которая обусловила цепь патологических процессов, приведших к смерти, а также регистрации обстоятельств несчастного случая или акта насилия, которые вызвали смертельную травму.
Медицинский работник, который заполняет врачебное свидетельство о смерти, обязан на основании результатов вскрытия (если оно было проведено) и «Карты стационарного больного» определить болезнь или состояние, непосредственно приведшее к смерти и проанализировать цепь болезненных процессов, которые вызвали это летальное состояние, выделить первопричину этой цепи событий, то есть определить первопричину смерти.

## Регистрация причин смерти в актах гражданского состояния
Гражданское право рассматривает смерть как событие, которое неразрывно связано с физическим лицом и прекращает его возможность быть субъектом гражданских прав и обязанностей.
Регистрация актов гражданского состояния является непрерывным, постоянным, обязательным и общим ведением записей о возникновении и характеристики событий, в том числе жизненно важных событий, касающихся населения, как это предусмотрено требованиями законодательства конкретной страны (Организация Объединенных Наций, 2001). В то время как записи актов гражданского состояния необходимы для административных и юридических целей, они также обеспечивают массив информации для составления статистики естественного движения населения на регулярной основе.
В России государственная регистрация смерти по заявлению, поданному до истечения одного года со дня наступления смерти производится по последнему месту жительства умершего, по месту наступления смерти или обнаружения трупа или по месту захоронения.
Основанием для государственной регистрации смерти является врачебное свидетельство о смерти, фельдшерская справка о смерти, врачебное свидетельство о перинатальной смерти или соответствующее решение суда.

## Причина смерти в уголовном праве
Наука уголовного права должна решать проблему причинной связи между общественно опасным деянием человека и последствиями такого деяния (объективный критерий), связывая развитие такой связи с волей этого человека (внутренний критерий).
Вопрос о причинной связи впервые был рассмотрен итальянскими юристами средневековья относительно деяния против жизни и здоровья человека. Были разработаны правила так называемой теории исключительной причинности, по которым действие виновного должна быть непосредственной причиной смерти. По этим правилам телесные повреждения делились на три группы: 1) телесные повреждения безусловно смертельные; 2) телесные повреждения, которые излечиваются; 3) телесные повреждения, которые влекут за собой смерть лишь вследствие случайных обстоятельств.
Причинная связь смерти с телесными повреждениями признавалась лишь в случаях: а) безусловных смертельных повреждений (отсечение головы, ранения сердца и тому подобное); б) когда смерть от телесного повреждения наступала до окончания так называемых критических дней (например, сорок дней, год и один день, иногда — семь дней). В основу «критических дней» положено, очевидно, религиозное убеждение, что душа умершего остается в течение указанного времени в теле, а после этого отходит к Богу. Воинский устав Петра I называл 15 видов смертельных ран, причинение которых связывалось с безусловным наступлением смерти.
В науке уголовного права по проблеме причинной связи существует несколько правовых концепций. Основными среди них считаются теория причинности conditio sine qua non, или теория эквивалентной причинности, теория адекватной причинности и теория необходимого причинения (Подробнее:).

## Старение
Указывать в качестве причины смерти старость не рекомендуется. Считается, что всегда есть более прямая причина смерти, хотя в некоторых случаях она может быть неизвестна. Обычно в качестве причины выставляется одно из возрастно-зависимых заболеваний. Оценивается, что как непрямая причина, процесс старения лежит в основе 2/3 всех смертей в мире (примерно 100 000 человек в день, на 2007 год). В высокоразвитых странах пропорция значительно больше и может доходить до 90 %. В последние годы[когда?] появились официальные заявления о возможности признания старения болезнью. Если эта позиция будет принята официально, то ситуация может измениться.